# ロバート・トランプ
ロバート・スチュアート・トランプ（Robert Stewart Trump、1948年8月26日 - 2020年8月15日）は、アメリカの実業家。フレッド・トランプとマリー・アン・マクラウド・トランプ夫妻の末っ子で、アメリカ合衆国大統領ドナルド・トランプの弟にあたる。ボストン大学卒業後にトランプ・オーガナイゼーションに入社。2000年から亡くなる2020年までゲーム会社ゼニマックス・メディアの幹部を務めていた。
1980年にレイン・ベアードと結婚し2007年に離婚するが、2020年3月に長年の秘書であるアン・マリー・ポーランと再婚する。
2020年8月15日にニューヨークのニューヨーク・プレスビテリアン病院で死去。

## 生い立ちと教育
ロバート・スチュワート・トランプは、1948年8月26日、ニューヨーク市クイーンズ区でフレッド・トランプとメアリー・アン・マクラウドの間に生まれた。
彼は5人の子供の末子で、兄姉はマリアン、フレッド・ジュニア、エリザベス、ドナルドであった。トランプはボストン大学で経済学を専攻した。在学中、彼はサッカーをしており1969年にはチームのキャプテンを務め、最優秀選手となった。

## 経歴
トランプは父親の事業に加わり、トランプ・オーガナイゼーションのマンハッタン以外の不動産を管理する様になった。
彼は1999年から2020年に没するまで、ベセスダ・ソフトワークスの親会社であるゼニマックス・メディアの取締役を務めた。彼の在職中、ゼニマックスはFallout シリーズ、The Elder Scrolls、Doom、Wolfensteinなどを発表した。彼の兄がパークランド学校襲撃事件をきっかけとして暴力とビデオゲームを結びつけた事により、トランプの会社での役割がメディアに取り上げられ、その後、ゼニマックスのCEOであるロバート・アルトマンをはじめとする様々な業界の重鎮と会談した 彼はゼニマックスの取締役であるだけでなく、投資家でもあった。

### メアリー・トランプの著書を提訴
2020年6月、ロバート・トランプは、姪にあたるメアリー・L・トランプの著書「世界で最も危険な男」の出版差し止めを求めて提訴した。トランプの訴訟は、メアリー・トランプが祖父であるフレッド・トランプの遺言と遺産に関する訴訟を解決する際に署名した2001年の守秘義務契約に基づいている。
ニューヨーク最高裁判所のハル・B・グリーンウォルド判事は2020年7月、同書の出版社であるサイモン&シュスターは2001年の秘密保持契約の当事者ではなく、同書を出版する権利はその契約によって制限されないとの判決を下した。グリーンウォルドはメアリー・トランプと出版社の契約には、その時点で出版を停止する権限はないと断言した。同書は2020年7月14日に予定通り出版された。

## 私生活
ロバート・トランプはニューヨーク州ミルブルックに住んでいた。 1980年、トランプはクリスティーズの募金活動で知り合ったブレイン・ビアードと結婚した。 その後、ブレインと先夫ピーター・レチンとの息子であるクリストファー・ホリスター・トランプ＝レチン（1978年生まれ）を養子に迎えた。2人は2007年に離婚を申請した トランプの2番目の妻は、2020年3月に結婚したアン・マリー・パランで彼女は長年彼の秘書を務めていた。

### ドナルド・トランプとの関係
1990年、ドナルド・トランプはロバートをニュージャージー州アトランティックシティのトランプ・タージマハルカジノの責任者に任命した。カジノはグランドオープン時に大きな問題が起き、特にスロットマシンの財務管理の問題を是正するのに数ヶ月を要した。元トランプ・オーガナイゼーション幹部のジャック・オドネルによると、ある会議で「ドナルド・トランプは弟を罵倒し、スロットマシンの大失敗の責任をすべて押し付けた」という。ロバート・トランプは、兄の政治キャリアの忠実な支持者であり続け、2016年のインタビューで「私はドナルドを1000パーセント支持している。」と述べた。ロバートの死後、エリック・ボリングは、彼とその妻アン・マリー・パルタンはドナルドの熱心な支持者であると述べた。トランプ自身はフォックス&フレンズで、自分が最大の支持者であり、他の人々からも絶大な支持を得ていると語った
。

### 健康問題と死
2020年6月、トランプはマンハッタンのマウントサイナイ病院で1週間集中治療を受けたと報じられた。2020年8月14日、ホワイトハウスはロバートが再入院し、兄である大統領が見舞う事を発表した。 トランプ大統領はその日のうちに彼を見舞い、ロバートは重病で「つらい思いをしている」と述べた。ロバート・トランプは翌8月15日、72歳の誕生日の11日前にマンハッタンのニューヨーク長老派教会病院で没した。死因は明らかにされていない。 ニューヨーク・タイムズ紙は、家族の友人の話を引用する形で、トランプは転倒した後に脳内出血を起こしたと述べている。メアリー・トランプは、死の数日前にグリーンピースとのインタビューで、ロバートは病気で「ここ3ヶ月の間に2、3回入院していた」と述べている。
ドナルド・トランプは声明の中で「彼はただの弟ではなく、親友だった。」と述べた。 ロバートの葬儀はイーストルームで行われ、150人が参列した。イースト・ルームで大統領が葬儀を行ったのは、ほぼ100年ぶりの事だった。ホワイトハウス関係者は、葬儀費用はすべてトランプ大統領が個人的に負担すると述べた。